# Bazylukia
Bazylukia is een geslacht van rechtvleugeligen uit de familie Proscopiidae. De wetenschappelijke naam van dit geslacht is voor het eerst geldig gepubliceerd in 1972 door Liana.

## Soorten
Het geslacht Bazylukia  is monotypisch en omvat slechts de volgende soort:
- Bazylukia sabanillensis (Liana, 1972)